# Acoustic Live
Acoustic Live — альбом гурту Erasure, випущений 2006 року.

## Список пісень
Всі пісні написані Vince Clarke and Andy Bell, except «Against My View» by Elizabeth Stratton

### Диск 1
1. «Home» — 5:46
2. «Boy» — 4:19
3. «Victim of Love» — 3:21
4. «Stay with Me» — 5:41
5. «Love Affair» — 5:09
6. «Oh L'amour» — 3:13
7. «Alien» — 4:19
8. «Blue Savannah» — 6:09
9. «Spiralling» — 2:51
10. «How Many Times?» — 3:42

### Диск 2
1. «Sometimes» — 5:47
2. «Tenderest Moments» — 5:36
3. «Ship of Fools» — 4:01
4. «Love to Hate You» — 5:41
5. «Against My View» — 3:51
6. «Piano Song» — 3:50
7. «Rock Me Gently» — 5:58
8. «Stop!» — 4:15
9. «Chains of Love» — 6:08
10. «A Little Respect» — 4:00